# Herman Salmon
Herman Richard Salmon, detto Fish (Milwaukee, 22 giugno 1913 – Columbus, 13 marzo 1980), è stato un aviatore statunitense, particolarmente distintosi come pilota collaudatore. Fu membro della Society of Experimental Test Pilots, vincitore del Goodyear Trophy for Speed Competition nel 1948, del Kitty Hawk Memorial Award nel 1968, del  Billy Mitchell Award e due volte del Caterpillar Awards. Nel 1994 il suo nome fu incluso nella Aerospace Walk of Honor sita a Lancaster, California.

## Biografia

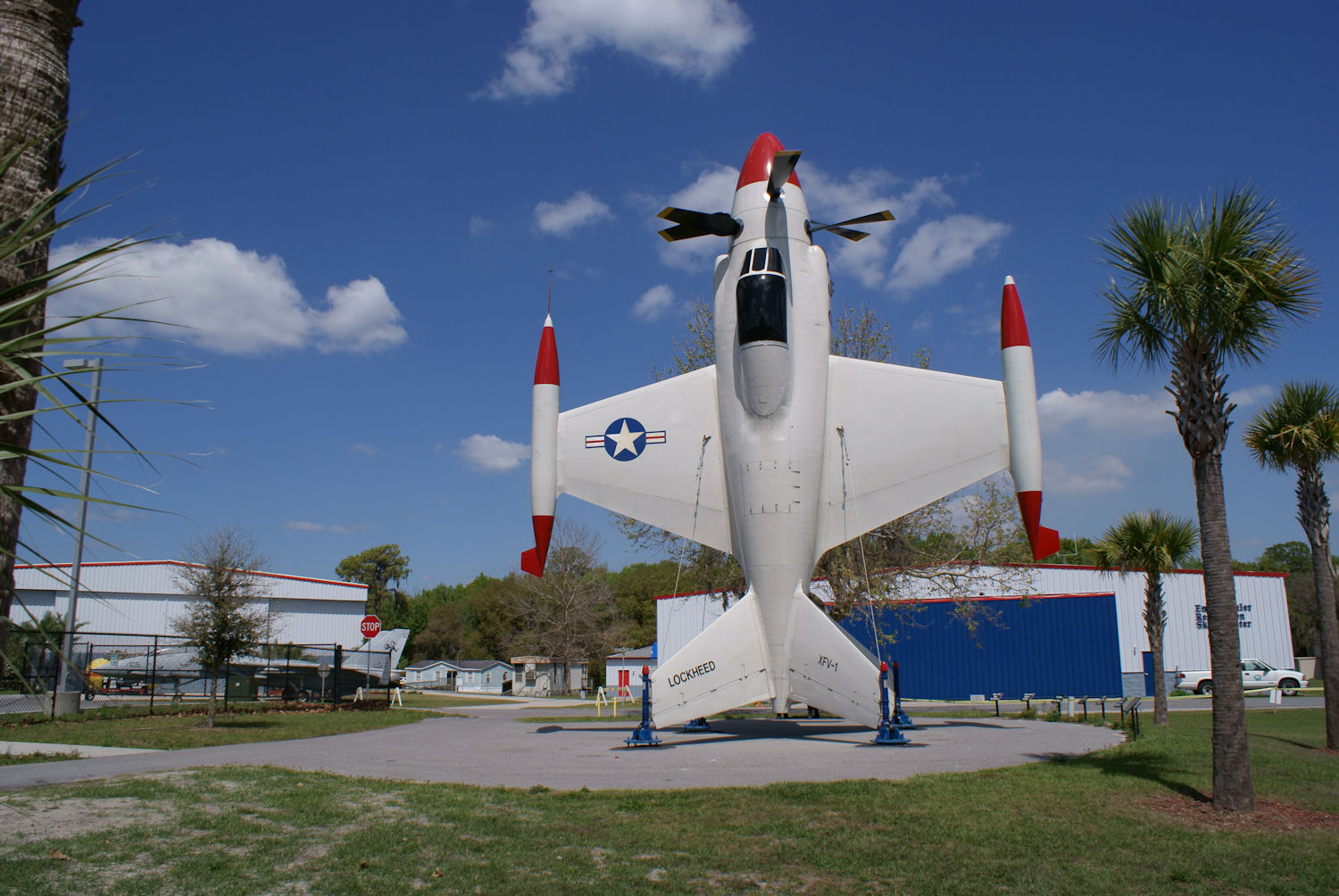
Il prototipo del caccia posacoda XFV-1 Salmon

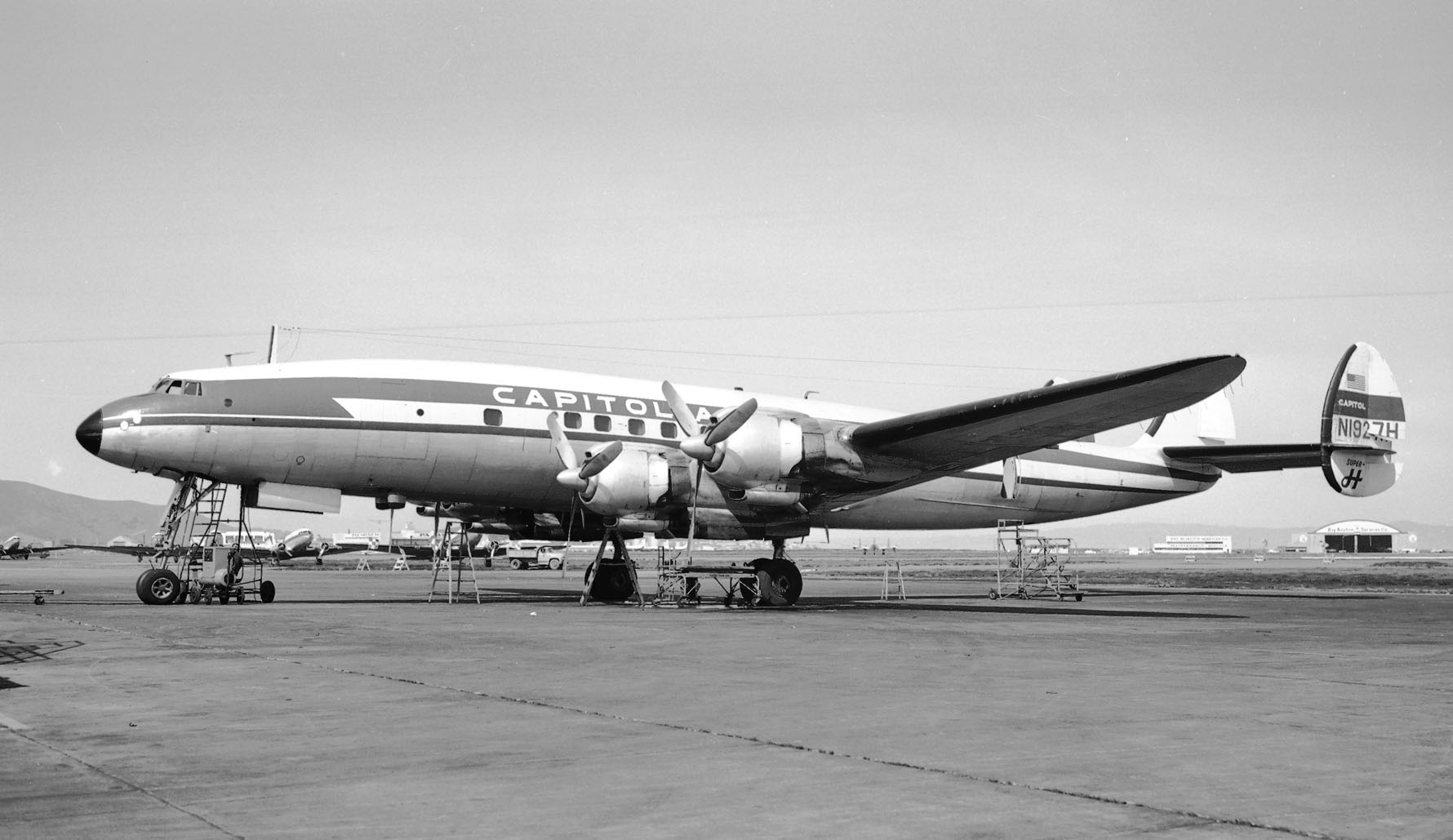
Un aereo da trasporto Lockheed L-1049H Super Costellation della Capitol Airlines

Nacque a Milwaukee, Wisconsin, l'11 luglio 1913 figlio dell'ingegnere Harry Britton e di moglie Bertha Wilhelmine Wagner. Volò per la prima volta all'età di 14 anni, e quando compì 18 anni aveva già la licenza di pilota. Negli anni trenta del XX secolo volò come barnstormer, stuntman con paracadute e pilota da corsa. Nel 1940 viveva a Los Angeles, in California, con la sua prima moglie Evelyn.
In quell'anno iniziò a lavorare per la Lockheed effettuando voli di trasferimento dei bombardieri Hudson destinati alla Royal Air Force fino a Montreal, in Canada. Durante il corso della seconda guerra mondiale sperimentò e codificò la manovra per fare uscire dalla vite il caccia bifusoliera Lockheed P-38 Lightning.
Nel 1945 fu trasferito alla divisione sperimentale della Lockheed insieme a Tony LeVier, che sostituiva Milo Burcham in qualità di ingegnere pilota e capo collaudatore. Volò sui prototipi dei caccia Lockheed P-80 Shooting Star, XF-90, e F-94C Starfire, e collaudò, ottenendone la certificazione della Civil Aeronautics Authority, le due versioni, la 649 e la 1049, del  Costellation. Effettuò il primo volo dei prototipi dei velivoli L-188 Electra, P-3 Orion, YF-104A Starfighter, e del caccia posacoda XFV-1 Salmon, così ribattezzato in suo onore. Il 19 aprile 1955 sopravvisse a un gravissimo incidente di volo durante i collaudi di tiro con il secondo prototipo dell'F-104 Starfighter (53-7787).  Alla quota di 14 326 metri esplose due raffiche con il cannone General Electric T171 Vulcan, la seconda delle quali causò una serie di vibrazioni che allentarono il portello di espulsione del seggiolino eiettabile Stanley Aviation Inc. che usciva dall'aereo verso il basso. Ciò causò una decompressione esplosiva e lo spegnimento del propulsore, che non fu più in grado di riaccendere e dovette lanciarsi, atterrando ferito leggermente a circa 3,2 km dalla Edwards AFB.
Nel 1968 fu insignito dell'ambito Kitty Hawk Memorial Award per gli illustri risultati conseguiti come pilota collaudatore. Nel 1977 portò in volo per la prima volta il prototipo dell'aereo sperimentale Ball-Bartoe JW-1 Jetwing. Succeduto a Tony LeVier come capo collaudatore ingegneristico, ricoprì tale incarico fino a quando non lasciò la Lockheed nel 1978.
Continuò a volare come istruttore di pilotaggio e per trasferimento di velivoli. Nel 1974 volò come passeggero a bordo del Westland Lysander restaurato da  Dwight Brooks, che ne era anche il proprietario. Rimase ucciso il 22 giugno 1980, quando il Lockheed L-1049H Super Constellation su cui volava per trasferirlo in Alaska, si schiantò al suolo in fase di decollo dall'aeroporto municipale Bakalar a Columbus, nell'Indiana. Nell'incidente rimasero uccisi anche l'ingegnere di volo Leland J. Sanders e un passeggero. Le altre cinque persone a bordo, tra cui suo figlio e copilota Randall, sopravvissero allo schianto. All'epoca aveva accumulato circa 17 250 ore di volo.
Nel 1994 il suo nome fu incluso nella Aerospace Walk of Honor a Lancaster, California.

### Le gare aeree del Goodyear Trophy, 1947-1949
Una nuova classe di gare aeree fu introdotta alle National Air Races del 1947 tenutesi a Cleveland, Ohio, sponsorizzate per tre anni dalla Goodyear Corporation. Il primo anno si classificò al terzo posto volando su un aereo LeVier Cosmic Wind con cui raggiunse una velocità di 158,8 mph (256 km/h). Il Cosmic Wind è stato progettato e costruito da un gruppo di dipendenti Lockheed, tra cui Tony LeVier. Nel 1948 si classificò primo e nel 1949 quinto.

### Annotazioni
1. ↑  Originario della Pennsylvania.
2. ↑  Quell'anno la competizione fu vinta da Bill Brennand su velivolo Wittman Buster.

### Fonti
1. 1 2 3 4 5 6 7 8  Wisconsin Aviation Hall of Fame.
2. 1 2  United States Census Bureau, National Archives and Records Administration
3. ↑  Cefaratt 2002, p. 74.
4. 1 2 3 4  This Day in Aviation.
5. ↑  A Lizzie flies again in Aeroplane Monthly, December 1974.
6. ↑  Aviation Week & Space Technology, 30 June 1980 and 16 February 1981;  3 Dead in Fiery Plane Crash Here, su indianamilitary.org, The Republic (Columbus, IN), 23 June 1980. URL consultato il 16 marzo 2016.;  Aircraft Accident Report--Air Traders International, Lockheed 1049H, N74CA, Columbus, Indiana, June 22, 1980 (PDF), su ntsb.gov, National Transportation Safety Board. URL consultato il 16 marzo 2016.
7. ↑  (EN) Chip Johnson, Aerospace Walk of Honor Inducts 5, in The Los Angeles Times, Los Angeles, California, 19 settembre 1994,  p. 53. Ospitato su Newspapers.com.
8. ↑   The Goodyear Trophy, 1947, su ipmsstockholm.org, IPMS Stockholm.org. URL consultato il 24 settembre 2012 (archiviato dall'url originale il 23 luglio 2012).